# Premio Turing
El Premio Turing es un premio de las Ciencias de la Computación que es otorgado anualmente por la Asociación para la Maquinaria Computacional (ACM) a quienes hayan contribuido de manera trascendental al campo de las ciencias computacionales. 
El galardón rinde homenaje a Alan Turing y desde 2014 es patrocinado por Google, que recompensa con un premio de un millón de dólares estadounidenses al ganador.

## Galardonados
| Año  | País                      | Nombres                 | Foto                              | Motivo |
| ---- | ------------------------- | ----------------------- | --------------------------------- | --- |
| 1966 | Estadounidense            | Alan Perlis             |                                   | Por su influencia en las áreas de técnicas de programación avanzadas y construcción de compiladores. |
| 1967 | Británico                 | Maurice Wilkes          |                                   | Por el diseño y construcción de EDSAC, la primera computadora de programa almacenado en memoria interna. |
| 1968 | Estadounidense            | Richard Hamming         |                                   | Por su trabajo en métodos numéricos, sistemas de codificación automáticos, y por el desarrollo de códigos de detección y corrección de errores. |
| 1969 | Estadounidense            | Marvin Minsky           |                                   | Por sus aportes en inteligencia artificial. |
| 1970 | Británico                 | James H. Wilkinson      |                                   | Por sus investigaciones en análisis numérico para facilitar el uso de computadores digitales de alta velocidad. |
| 1971 | Estadounidense            | John McCarthy           |                                   | Por sus aportes al campo de inteligencia artificial. |
| 1972 | Holandés                  | Edsger Dijkstra         |                                   | Por sus contribuciones a la «ciencia y arte» de los lenguajes de programación. |
| 1973 | Estadounidense            | Charles Bachman         |                                   | Por sus aportes a la tecnología de bases de datos. |
| 1974 | Estadounidense            | Donald Knuth            |                                   | Por sus contribuciones a análisis de algoritmos y el diseño de lenguajes de programación. |
| 1975 | Estadounidense            | Allen Newell            |                                   | Por sus aportes en inteligencia artificial, la psicología de la percepción humana y procesamiento de listas. |
| 1975 | Estadounidense            | Herbert Alexander Simon |                                   | Por sus aportes en inteligencia artificial, la psicología de la percepción humana y procesamiento de listas. |
| 1976 | Alemán                    | Michael Oser Rabin      |                                   | Por su trabajo en autómatas finitos, introduciendo la idea de máquinas no deterministas. |
| 1976 | Dana Scott                |                         |                                   | Por su trabajo en autómatas finitos, introduciendo la idea de máquinas no deterministas. |
| 1977 | Estadounidense            | John Backus             |                                   | Por sus contribuciones al diseño de sistemas de programación de alto nivel y por la publicación de procedimientos formales para la especificación de lenguajes de programación. |
| 1978 | Estadounidense            | Robert W. Floyd         |                                   | Por su influencia en metodologías para la creación de software eficiente y fiable, y por sus aportes en los siguientes campos: teoría de análisis sintáctico, semántica en lenguajes de programación, verificación automática de programas, síntesis automática de programas y análisis de algoritmos. |
| 1979 | Canadiense                | Kenneth E. Iverson      |                                   | Por sus pioneros esfuerzos en lenguajes de programación y notación matemática, dando como resultado APL. |
| 1980 | Británico                 | C. Antony R. Hoare      |                                   | Por sus importantes contribuciones a la definición y diseño de lenguajes de programación. |
| 1981 | Británico                 | Edgar F. Codd           |                                   | Por sus continuas e importantes aportes a la teoría y práctica de los sistemas de gestión de bases de datos, ideando el enfoque relacional de la gestión de bases de datos. |
| 1982 | Estadounidense            | Stephen A. Cook         |                                   | Por sus aportes en el campo de la complejidad computacional. Ideó los fundamentos de la teoría de NP-completitud. |
| 1983 | Estadounidense            | Kenneth L. Thompson     |                                   | Por sus contribuciones al desarrollo de sistemas operativos en general y la creación de Unix en particular. |
| 1983 | Estadounidense            | Dennis M. Ritchie       |                                   | Por sus contribuciones al desarrollo de sistemas operativos en general y la creación de Unix en particular. |
| 1984 | Suizo                     | Niklaus Wirth           |                                   | Por el desarrollo de una serie de innovadores lenguajes de programación como EULER, ALGOL-W, MODULA y PASCAL. |
| 1985 | Estadounidense            | Richard M. Karp         |                                   | Por sus contribuciones a la teoría de algoritmos, la identificación de problemas computables en tiempo polinomial y a la teoría de NP-completitud. |
| 1986 | Estadounidense            | John Hopcroft           |                                   | Por sus logros en el análisis y diseño de algoritmos y estructuras de datos. |
| 1986 | Estadounidense            | Robert Tarjan           |                                   | Por sus logros en el análisis y diseño de algoritmos y estructuras de datos. |
| 1987 | Estadounidense            | John Cocke              |                                   | Por su aporte a la teoría de compiladores, arquitectura de grandes sistemas y el desarrollo de juego de instrucciones reducido RISC. |
| 1988 | Estadounidense            | Ivan Sutherland         |                                   | Por sus aportes a la computación gráfica. |
| 1989 | Canadiense                | William (Velvel) Kahan  |                                   | Por sus contribuciones al análisis numérico, particularmente en computación en coma flotante. |
| 1990 | Estadounidense            | Fernando J. Corbató     |                                   | Por su trabajo liderando el desarrollo de CTSS y Multics. |
| 1991 | Británico                 | Robin Milner            |                                   | Por tres logros: - Desarrollo del sistema LCF, probablemente la primera herramienta de demostración automática de teoremas. - Desarrollo del lenguaje ML, metalenguaje para escribir estrategias y tácticas en LCF. Primer lenguaje en poseer un sistema polimórfico de tipos con inferencia automatizada y manejo de excepciones seguro desde el punto de vista de tipos. - Desarrollo de un marco teórico para el análisis de sistemas concurrentes, el cálculo de sistemas comunicantes (CCS) y su sucesor, el pi-cálculo. |
| 1992 | Estadounidense            | Butler Lampson          |                                   | Por sus contribuciones al desarrollo de entornos distribuidos y la tecnología para su implementación: estaciones de trabajo, redes, sistemas operativos, sistemas de programación, monitores, publicación de documentos y seguridad. |
| 1993 | Lituano                   | Juris Hartmanis         |                                   | Por establecer los fundamentos del campo de la teoría de complejidad computacional. |
| 1993 | Estadounidense            | Richard Stearns         |                                   | Por establecer los fundamentos del campo de la teoría de complejidad computacional. |
| 1994 | Estadounidense            | Edward Feigenbaum       |                                   | Por el diseño y construcción de grandes sistemas de inteligencia artificial. |
| 1994 | Hindú                     | Raj Reddy               |                                   | Por el diseño y construcción de grandes sistemas de inteligencia artificial. |
| 1995 | Venezolano                | Manuel Blum             |                                   | En reconocimiento por sus aportes a los fundamentos de la teoría de complejidad computacional y su aplicabilidad a la criptografía. |
| 1996 | Israelí                   | Amir Pnueli             |                                   | Por su trabajo introduciendo la lógica temporal en informática y por sus importantes aportes a la verificación de programas y sistemas. |
| 1997 | Estadounidense            | Douglas Engelbart       |                                   | Por su trabajo en computación interactiva. |
| 1998 | Estadounidense            | Jim Gray                |                                   | Por sus contribuciones en bases de datos, investigación en el procesamiento de transacciones e implementación de sistemas. |
| 1999 | Estadounidense            | Frederick Brooks        |                                   | Por sus contribuciones a arquitectura de computadores, sistemas operativos e ingeniería del software. |
| 2000 | Chino                     | Andrew Chi-Chih Yao     |                                   | En reconocimiento de sus importantes aportes a la teoría de la computación, criptografía. |
| 2001 | Noruego                   | Ole-Johan Dahl          |                                   | Por su trabajo en los lenguajes de programación Simula I y Simula 67, que peritieron la aparición de la programación orientada a objetos. |
| 2001 | Noruego                   | Kristen Nygaard         |                                   | Por su trabajo en los lenguajes de programación Simula I y Simula 67, que peritieron la aparición de la programación orientada a objetos. |
| 2002 | Estadounidense            | Ronald Rivest           | Archivo:Ronald L Rivest photo.jpg | Importantes aportes a la criptografía, en particular el algoritmo RSA. |
| 2002 | Israelí                   | Adi Shamir              |                                   | Importantes aportes a la criptografía, en particular el algoritmo RSA. |
| 2002 | Estadounidense            | Leonard Adleman         |                                   | Importantes aportes a la criptografía, en particular el algoritmo RSA. |
| 2003 | Estadounidense            | Alan Kay                |                                   | Pionero de la programación orientada a objetos y padre del lenguaje Smalltalk. |
| 2004 | Estadounidense            | Vinton Cerf             |                                   | Por el protocolo TCP/IP. |
| 2004 | Estadounidense            | Robert Kahn             |                                   | Por el protocolo TCP/IP. |
| 2005 | Danés                     | Peter Naur              |                                   | Por sus contribuciones fundamentales en el desarrollo y definición del ALGOL 60, su diseño del compilador y el arte en la práctica de la programación. |
| 2006 | Estadounidense            | Frances Allen           |                                   | Por sus contribuciones que mejoraron fundamentalmente el rendimiento de los programas de computador y aceleraron el uso de sistemas de computación de alto rendimiento. |
| 2007 | Estadounidense            | Edmund Clarke           |                                   | Por su trabajo pionero en un método automatizado (llamado «model checking» en inglés) para encontrar errores de diseño en software y hardware. |
| 2007 | Estadounidense            | E. Allen Emerson        |                                   | Por su trabajo pionero en un método automatizado (llamado «model checking» en inglés) para encontrar errores de diseño en software y hardware. |
| 2007 | Estadounidense            | Joseph Sifakis          |                                   | Por su trabajo pionero en un método automatizado (llamado «model checking» en inglés) para encontrar errores de diseño en software y hardware. |
| 2008 | Estadounidense            | Barbara Liskov          |                                   | Por su contribución a los fundamentos teóricos y prácticos en el diseño de lenguajes de programación y sistemas, especialmente relacionados con la abstracción de datos, tolerancia a fallos y computación distribuida. |
| 2009 | Estadounidense            | Charles Thacker         |                                   | Por su contribución al desarrollo de Alto, el primer ordenador personal, así como de Ethernet y el Tablet PC. |
| 2010 | Británico                 | Leslie Valiant          |                                   | Por sus transformadoras contribuciones a la teoría de la computación, incluyendo la teoría del aprendizaje probable, aproximadamente correcto, la complejidad de la enumeración y de la computación algebraica, y teorías de la computación paralela y distribuida. |
| 2011 | Israelí · Estadounidense  | Judea Pearl             |                                   | Por sus contribuciones fundamentales a la inteligencia artificial a través del desarrollo de un cálculo de probabilidades y de razonamiento causal. |
| 2012 | Italiano · Estadounidense | Silvio Micali           |                                   | Por su trabajo que sentó las bases teóricas de la ciencia de la criptografía y nuevos métodos para el control eficaz de las pruebas matemáticas en la teoría de la complejidad computacional. |
| 2012 | Israelí · Estadounidense  | Shafi Goldwasser        |                                   | Por su trabajo que sentó las bases teóricas de la ciencia de la criptografía y nuevos métodos para el control eficaz de las pruebas matemáticas en la teoría de la complejidad computacional. |
| 2013 | Estadounidense            | Leslie Lamport          |                                   | Por contribuciones fundamentales en la teoría y práctica de los sistemas distribuidos y concurrentes, notablemente la invención de conceptos como causalidad y relojes lógicos, seguridad y liveness, máquinas de estado replicadas, y consistencia secuencial. |
| 2014 | Estadounidense            | Michael Stonebraker     |                                   | Por contribuciones fundamentales a los conceptos y las prácticas que son la base de los sistemas de bases de datos modernas. |
| 2015 | Estadounidense            | Whitfield Diffie        |                                   | Por contribuciones fundamentales a la criptografía moderna. |
| 2015 | Estadounidense            | Martin Hellman          |                                   | Por contribuciones fundamentales a la criptografía moderna. |
| 2016 | Británico                 | Tim Berners-Lee         |                                   | Por crear la World Wide Web, el primer navegador web y los protocolos y algoritmos necesarios para su funcionamiento. |
| 2017 | Estadounidense            | John L. Hennessy        |                                   | Por su trabajo pionero en una aproximación sistemática y cuantitativa al diseño y evaluación de arquitecturas de ordenador con importante impacto en la industria del microprocesador. |
| 2017 | Estadounidense            | David A. Patterson      |                                   | Por su trabajo pionero en una aproximación sistemática y cuantitativa al diseño y evaluación de arquitecturas de ordenador con importante impacto en la industria del microprocesador. |
| 2018 | Francés                   | Yann LeCun              |                                   | Por sus avances conceptuales y de ingeniería que han hecho de las redes neuronales profundas un componente crítico de la computación. |
| 2018 | Británico                 | Geoffrey Hinton         |                                   | Por sus avances conceptuales y de ingeniería que han hecho de las redes neuronales profundas un componente crítico de la computación. |
| 2018 | Francés                   | Yoshua Bengio           |                                   | Por sus avances conceptuales y de ingeniería que han hecho de las redes neuronales profundas un componente crítico de la computación. |
| 2019 | Estadounidense            | Edwin Catmull           |                                   | Por contribuciones fundamentales a los gráficos por computadora en 3-D, y el impacto revolucionario de estas técnicas en las imágenes generadas por computadora (CGI) en la realización de películas y otras aplicaciones. |
| 2019 | Estadounidense            | Pat Hanrahan            |                                   | Por contribuciones fundamentales a los gráficos por computadora en 3-D, y el impacto revolucionario de estas técnicas en las imágenes generadas por computadora (CGI) en la realización de películas y otras aplicaciones. |
| 2020 | Canadiense                | Alfred Aho              |                                   | Por algoritmos y teorías fundamentales que subyacen a la implementación del lenguaje de programación y por sintetizar estos resultados y los de otros en sus libros altamente influyentes, que educaron a generaciones de científicos informáticos. |
| 2020 | Estadounidense            | Jeffrey Ullman          |                                   | Por algoritmos y teorías fundamentales que subyacen a la implementación del lenguaje de programación y por sintetizar estos resultados y los de otros en sus libros altamente influyentes, que educaron a generaciones de científicos informáticos. |
| 2021 | Estadounidense            | Jack Dongarra           |                                   | Por sus contribuciones en bibliotecas y algoritmos numéricos que permitieron que el software computacional de alto rendimiento siguiera el ritmo de las mejoras exponenciales del hardware durante más de cuatro décadas. |
| 2022 | Estadounidense            | Robert Metcalfe         |                                   | Por sus contribuciones en la creación de la Ethernet. |
| 2023 | Israelí                   | Avi Wigderson           |                                   | Por remodelar nuestra comprensión del papel de la aleatoriedad en la computación y por décadas de liderazgo intelectual en la informática teórica. |
| 2024 | Estadounidense            | Andrew Barto            |                                   | Por desarrollar los fundamentos conceptuales y algorítmicos del aprendizaje por refuerzo. |
| 2024 | Canadiense                | Richard S. Sutton       |                                   | Por desarrollar los fundamentos conceptuales y algorítmicos del aprendizaje por refuerzo. |

## Número de galardones por nacionalidad
Esta es la distribución de los Premios Turing desde 1966 hasta 2023. Las nacionalidades de los galardonados están basadas en su lugar de nacimiento, no donde desarrollaron su trabajo como investigadores.
- Estados Unidos: 47
- Reino Unido: 8
- Israel: 5
- Francia: 2
- Noruega: 2
- Canadá: 2
- China: 1
- Dinamarca: 1
- Letonia: 1
- Países Bajos: 1
- Suiza: 1
- Venezuela: 1
- Grecia: 1
- India: 1
- Italia: 1